# Memorial de la Resistència a Vercors
El Museu de la resistència de Vercors és un museu d'iniciativa privada de Vassieux-en-Vercors (França) que fundà l'any 1970 l'antic resistent Joseph La Picirella. El museu, actualment en procés de renovació, s'ha anat constituint a través de la recollida d'objectes i documentació relacionada amb la resistència al massís de Vercors. La voluntat de renovació dels seus espais es fa per apropar una museografia més moderna i un discurs actualitzat a un museu que fins ara s'havia anat nodrint d'aportacions diverses sense cap altre criteri que la relació amb la resistència. Hom preveu que el museu obrirà el 2011.
Més enllà del propi museu i dins la mateixa població de Vassieux-en-Vercors es pot visitar també l'anomenada "Necròpoli de la resistència", un cementiri amb les tombes dels resistents que van participar en l'acció fallida per foragitar els nazis de Vercors el juliol de 1944, i el "Jardí de la memòria" en record dels 73 civils morts en l'acció de represàlia dels nazis contra la població civil de Vassieux.

## Context

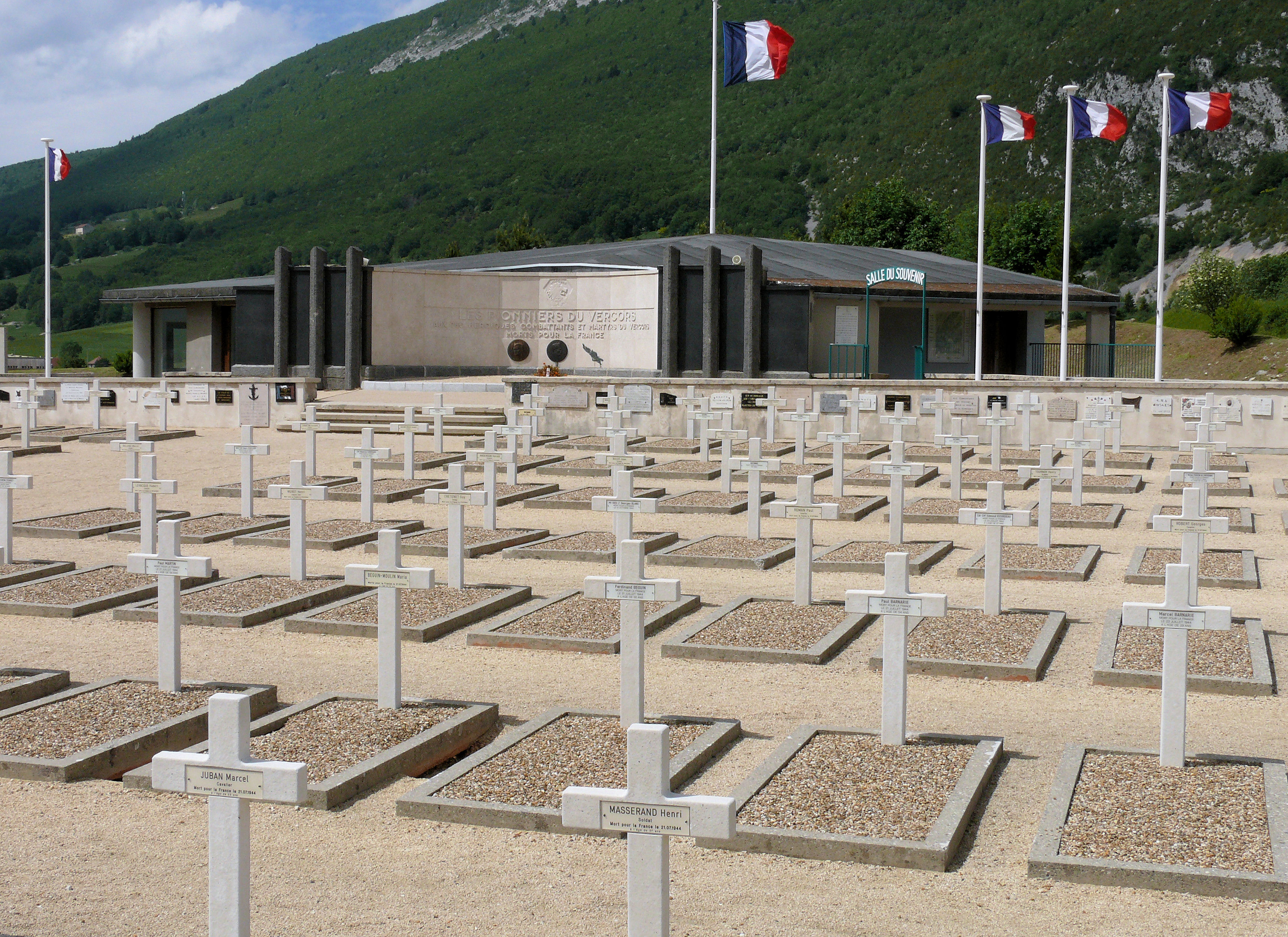
Necròpolis.

En el context de la resistència de la Segona Guerra Mundial, la història d'una petita població de tan sols 430 habitants com Vassieux-en-Vercors canviarà per sempre. La resistència francesa, amb l'ajuda dels aliats, preparà una acció de força contra l'ocupació nazi de França. Amb el desembarcament de Normandia el març de 1944, el nombre de resistents al Vercors es multiplica per 10 i els 4.000 resistents del moment acaben controlant la pràctica totalitat del massís de Vercors per utilitzar-lo com a lloc d'aterratge d'avions aliats per a l'alliberació de les ciutats properes de Grenoble i Valence tal com havia previst l'anomenat pla "Montagnard".
El 3 de juliol de 1944 es proclamà la República Lliure de Vercors, una manera de demostrar a la resistència i la població civil que es començaven a alliberar territoris i que ben aviat tota França seria lliberada. Ara bé, el pla "Montagnard" fracassa i els nazis es proposen l'ocupació del massís que d'haver d'acollir un aeroport aliat amb una resistència fortament armada acaba esdevenint una trampa pels guerrillers sense possibilitat de sortida del massís i poc armats. Paradoxalment, la pista que havia de servir als aliats d'aterratge, situada a Vassieux-en-Vercors, servirà als nazis per ocupar via aèria tot el massís. Part dels ciutadans que havien ajudat en les tasques de resistència seran assassinats i el poble de Vassieux-en-Vercors serà destruït pràcticament del tot.